# Stazione di Sorgenti del Peschiera
La stazione di Sorgenti del Peschiera è una fermata ferroviaria posta sulla linea Terni-Sulmona. Si trova nel territorio comunale di Cittaducale, a breve distanza dalle Sorgenti del Peschiera. Serve la piccola frazione di Micciani e l'impianto ACEA per la captazione delle sorgenti nell'acquedotto del Peschiera.

## Storia

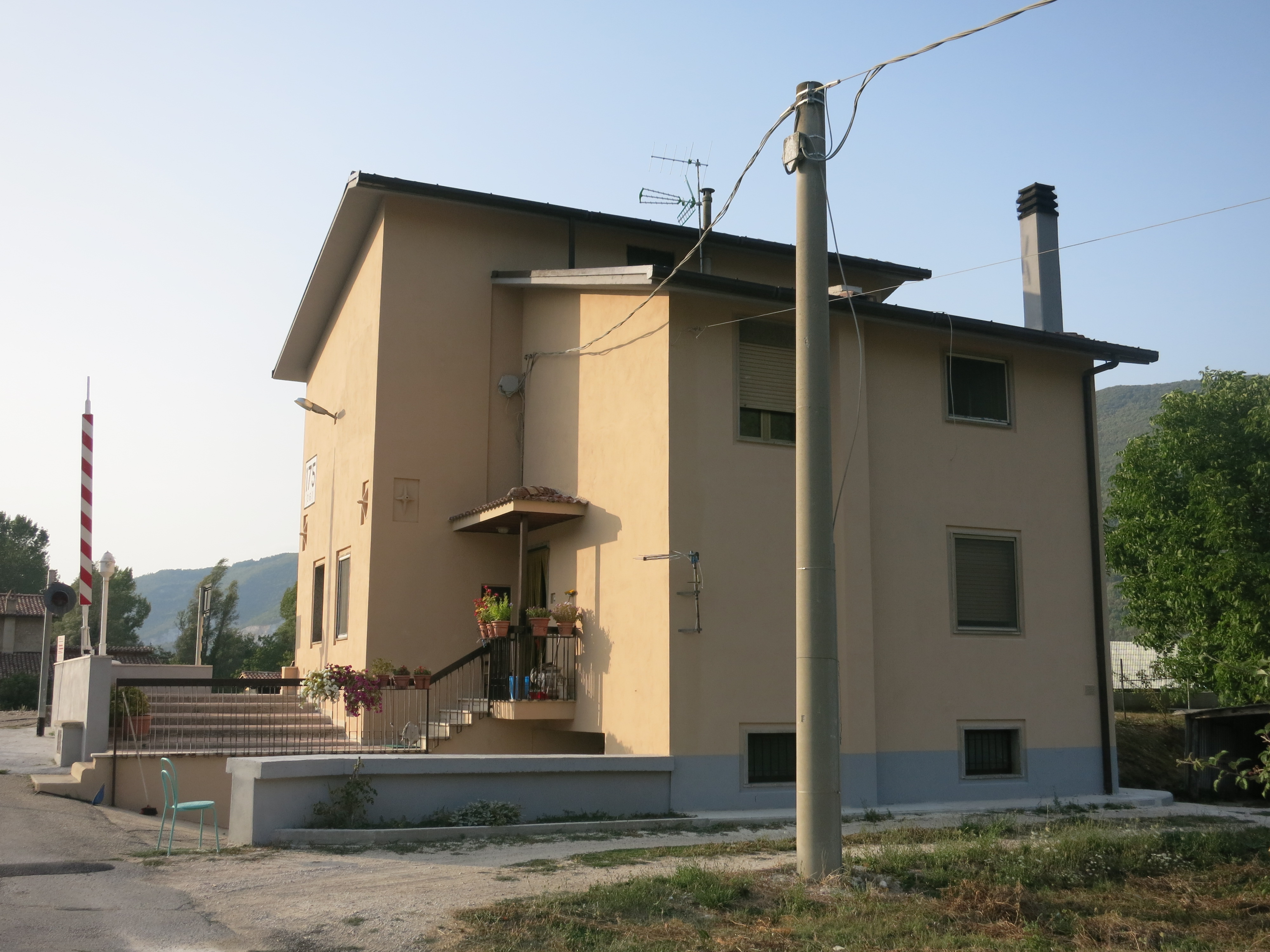
Il lato posteriore

La fermata compare per la prima volta sull'orario del 1º marzo 1955.
Scompare sull'orario del 1º luglio 1965 la fermata fu soppressa, ma ricompare da quello del 28 maggio 1967.

## Strutture e impianti
La fermata si trova in corrispondenza di un passaggio a livello su una piccola strada rurale, diramazione della strada che collega Micciani alla Via Salaria presso Vasche.
La fermata consta di un unico binario, servito da una banchina scoperta della lunghezza di 42 metri, e dotata di un'altezza sul piano del ferro inferiore allo standard di 55 cm.
Il fabbricato viaggiatori, adibito ad abitazione privata, è costituito da un casello riconvertito a fermata.

## Movimento
Al 2007, l'impianto risultava frequentato da un traffico giornaliero medio di 7 persone. Vi fermano circa due coppie di treni al giorno.